# Moteur à eau
 (février 2021).
Si vous disposez d'ouvrages ou d'articles de référence ou si vous connaissez des sites web de qualité traitant du thème abordé ici, merci de compléter l'article en donnant les références utiles à sa vérifiabilité et en les liant à la section « Notes et références ».
On appelle moteurs à eau différents types de moteurs, qu'ils soient fantaisistes ou fonctionnels :
- des moteurs qui fonctionneraient avec de l'eau sans apport d'énergie thermique ou mécanique : une vue de l'esprit puisque l'eau n'est pas un carburant et ne contient pas d'énergie utilisable. Ces « moteurs à eau » sont comparables au mouvement perpétuel, c'est-à-dire fondés sur la négation des principes de base de la chimie et de la physique ;
- des moteurs réels qui utilisent l'eau de différentes manières, mais non comme source d'énergie :
  - des systèmes controversés promettant d'améliorer les moteurs à explosion avec un dispositif à eau. Ceux-ci jouent le plus souvent sur la température du mélange ou la pression et peuvent avoir un effet faible mais mesurable sur la consommation,
  - des systèmes dans lesquels une autre source d'énergie permet la production de dihydrogène par craquage de l'eau, celui-ci étant ensuite utilisé par un moteur à hydrogène ou une pile à combustible, avec un bilan thermodynamique global négatif,
  - par abus de langage, le moteur à hydrogène lui-même, qui recombine de l'oxygène et de l'hydrogène. L'eau est alors le résultat de la réaction chimique,
  - des moteurs dans lesquels de la vapeur d'eau est détendue, après avoir été évaporée grâce à un apport d'énergie thermique, comme dans une turbine à vapeur. L'eau n'est dans ce cas qu'un moyen de transport de l'énergie,
  - des moteurs exploitant l'eau comme agent propulsif, avec de l'air comprimé comme source d'énergie[a],
  - des systèmes utilisant l'énergie fournie par l'évaporation de l'eau en atmosphère sèche. Leur rendement est faible et ce sont surtout des curiosités de laboratoire car la puissance dégagée ne peut être que très faible.

## Systèmes fonctionnels

### Piles à combustible
Les piles à combustible fournissent de l'énergie électrique en consommant du dihydrogène par recombinaison avec du dioxygène. Elles ne consomment pas d'eau mais en produisent.

### Injection d'eau dans les moteurs à combustion
Historiquement, l'injection d'eau fut utilisée pour des moteurs d'avions de combat à essence, elle complétait la capacité de refroidissement très ponctuellement. Aucune puissance supplémentaire n'était directement liée à cette eau mais elle permettait de ne pas surchauffer les cylindres lors d'une utilisation intensive. A plein régime, par exemple lors des cabrés, les capacités de refroidissement étant dépassées, un tout petit peu d'eau injectée en même temps permettait d'améliorer l'extraction de calories du cœur même du moteur. C'est la chaleur latente d'évaporation localisée qui était la principale source de ce refroidissement.
La masse à vide de l'avion étant le principal frein à sa charge utile, les constructeurs cherchaient les petits gains sur les avions de combat. Les moteurs à essence craignent beaucoup les phénomènes d'auto-allumage. Ceux-ci ont lieu au cours de la phase de compression du cycle de cylindre lorsque le moteur est trop chaud, provoquant l'explosion anticipée avant allumage. Ils induisent des cognements qui complètent la surchauffe. Ils peuvent conduire parfois à la destruction brutale du moteur.

### Systèmes fondés sur l'évaporation
Lorsque l'air est sec, l'eau s'y évapore spontanément, en refroidissant un peu son environnement immédiat.
Ce refroidissement peut être calculé par des tables psychrométriques, et peut atteindre quelques degrés Celsius. C'est suffisant pour faire tourner un petit moteur à air chaud, mais sans offrir beaucoup de puissance, ou de fiabilité (l'air reste rarement sec : l'hiver, la nuit l'évaporation est négligeable). Afin d'accélérer l'évaporation, il est possible d'augmenter la ventilation de la zone humide et d'en diminuer la pression :
- les jouets de type oiseau buveur fonctionnent sur ce principe ;
- un autre type de moteur s'appuie sur ce principe : la tour énergétique.

## Systèmes controversés
Différents procédés prétendent améliorer le rendement du moteur en y injectant de l'eau. Les moteurs récents ont été améliorés jusqu'à intégrer des gains égaux voire supérieurs à ceux que pourrait apporter l'injection d'eau[réf. nécessaire]. L'utilisation de tels dispositifs ne pourrait que nuire au rendement et à la fiabilité des moteurs récents (entre autres en augmentant la corrosion).
La plus fréquente des controverses concerne l'utilisation d'un moteur à explosion classique, légèrement modifié. L'inox, par exemple, serait exploité pour éviter l'oxydation due aux résidus d'eau et à ses vapeurs.
Par ailleurs, le principe d'électrolyse de l'eau afin d'en séparer les atomes de hydrogène et de dioxygène puis d'utiliser ces deux éléments mélangés comme comburant du carburant primaire dans un moteur de type diesel ou essence.
- Équation de formation du dihydrogène à partir de l'eau (par électrolyse par exemple) :
2 H2O + Q → 2 H2 + O2
- Équation de combustion du dihydrogène (dans la chambre de combustion d'une voiture) :
2 H2 + O2 → 2 H2O + Q
où Q désigne la quantité d'énergie[b] utilisée ou produite.

En admettant qu'il n'y ait « aucune perte dans les processus de craquage et de combustion on ne retrouverait que l'énergie fournie au départ et rien de plus ».
La loi de la conservation de l'énergie implique que tout système à moteur thermique ne peut produire plus d'énergie qu'il n'en consomme. Et le second principe de la thermodynamique introduit la notion d'irréversibilité des transformations, du fait de l'augmentation de l'entropie (S) du système qui se traduit par la dégradation d'une partie de l'énergie, c'est-à-dire sa transformation inévitable en chaleur, énergie thermique perdue au détriment de l'énergie mécanique recherchée, par exemple sous la forme de frottements ou de résistance mécaniques. Ainsi, rajouter une phase d'électrolyse à bord du véhicule engendre une perte de rendement. Il n'est théoriquement pas intéressant, par exemple, de décomposer l'eau à l'aide de l'énergie fournie par l'essence pour exploiter le moteur principal avec l'hydrogène généré.

## Autres évocations

### Mythe urbain
Ce sujet est polémique chez les non-spécialistes, car l'imaginaire associé est très fort : l'enjeu financier que représenterait un moteur à eau pure est plus que considérable. De fait, les partisans de théorie du complot contre l'énergie libre estiment qu'un tel moteur pourrait exister, mais que son existence est étouffée par le lobby pétrolier.
La communauté scientifique démontre qu'un tel engin relève de la pseudo-science, aucune étude expérimentale ne pouvant donner de résultat positif. De fait, l'eau ne contient pas d'énergie utilisable : elle est elle-même le produit ou déchet d'une réaction qui a produit de l'énergie par la recombinaison d'hydrogène et d'oxygène. Ces réactions sont en particulier la combustion, qui produit de la chaleur, et la recombinaison dans une pile à combustible à hydrogène, qui produit du courant électrique. Suivant le principe de la conservation de l'énergie, pour dissocier (« casser ») la molécule d'eau, il faut lui fournir de l'énergie ; or, l'énergie fournie subséquemment pour former à nouveau cette molécule est inférieure à celle que l'on a dépensée, en raison notamment des pertes liées au procédé. Les moteurs à eau qui prétendent casser la molécule d'eau afin d'en tirer de l'énergie sont donc impossibles.